# Bornholms Værn
 Der er for få eller ingen kildehenvisninger i denne artikel, hvilket er et problem. Du kan hjælpe ved at angive troværdige kilder til de påstande, som fremføres i artiklen.

Bornholms Værn (BV) var et selvstændigt regiment. Regimentet blev grundlagt som en lokal milits i 1672 - benævnt Bornholms Væbning. Mandskab fra Bornholm skulle efter løfte fra Frederik 3. i 1660 ikke gøre tjeneste uden for øen. Kongen gav løftet som belønning for, at Bornholm havde befriet sig selv fra Sverige 1658-1660.
Bornholms Værn blev nedlagt som led i forsvarsforliget i 2000..
Den militære tilstedeværelse på Bornholm i dag (2021) består af Det Bornholmske Hjemmeværn samt 3. opklaringsbataljon fra Gardehusarregimentet (III/GHR). Der uddannes stadigvæk et begrænset antal værnepligtige på Bornholm under GHR.

## Marineinfanteri
Bornholms Værns tre infanteribataljoner var det danske marineinfanteri grundet tilknytningen til det gamle danske marineinfanteri (Marineregimentet 1672-1741) der er en del af Værnets baggrund. Denne tilknytning gjorde at Bornholms Værn brugte to forskellige baretmærker. Infanteriet brugte et sejlskib (Christian V's navnetræk) som mærke, mens resten af regimentet og regimentets chef brugte en grif (Christian IV's navnetræk) som mærke.

## Kolde krig
Efter den anden verdenskrig var værnet en operativ enhed på brigadestørrelse. Regimentsstaben med chefen (oberst) var også staben for værnet i krigstid. Bornholms Værn var garnisoneret Almegårds Kaserne i Rønne.

## Våbenskjoldet
Fabeldyret på våbenskjoldet er en Kakatrise (en)/hane-kimære, der er en kimære af 3 dyr hane/slange/drage. Ofte blev den fejlfortolket som en grif, lindorm eller drage på grund af en udeladelse af ordet i biblen fra engelsk til dansk .. Fabeldyret repræsenterer de tre befriere af øen i 1658 Villum Clausen, Jens Kofoed, og Niels Gumløse. Dyret pryder stadigvæk Bornholms våbenskjold.

## Organisation
Værnet ville i krigstid bestå af:
- ST&TGKMP (Stabs & telegrafkompagni – føringsenhed for staben)
- I/BV (Marineinfanteribataljon)
  - et stabskompagni
  - tre marineinfanterikompagnier hver med
    - en kommandodeling
    - tre lette infanteridelinger (lette lastbiler)
    - en Kanonsektion med 106mm dysekanon
    - en Mortersektion (med tre morter rør 81mm)
- II/BV (Marineinfanteribataljon som I/BV)
- III/BV (Marineinfanteribataljon som I/BV, oprettet i 1986 og nedlagt i 1996)
- LKVGESK (Let kampvognseskadron også kaldet Bornholmske Dragoner,)
  - en kommandodeling  (en M41)
  - tre lette kampvognsdelinger (tre M41)
  - en opklaringsdeling (1951-1986) (to M41)
  - en panserskyttedeling (infanterideling i lette lastbiler) (1986-2000)
- OPKESK (opklaringseskadron) (1986-2000)
  - en kommandodeling
  - tre opklaringsdeling hver med
    - en deltrop (en motorvogn og en motorcykel)
    - en spejdersektion (fire motorvogne)
    - en kampvognsektion (to M41)
    - en mortérgruppe (en motorvogn)
    - panserskyttegruppe (en let lastbil).
- 12AA (12. artilleriafdeling)
  - stabsbatter
  - tre kanonbatterier (seks 105mm haubitser)
- LVBT (Luftværnsbatteri med 12 stk. 40 mm luftværnskanoner M/36 og 4 stk firlingaffutage hver med fire 12,7 mm maskingevær. Senere blev LVBT udrustet med luftværnsmissil M/93 Stinger.)
- INGKMP (Ingeniørkompagni)
  - en kommandodeling
  - en parkdeling
  - tre ingeniørdelinger
- FS&VEDLKMP (Forsynings & vedligeholdelseskompagni 3. echelon)

I/BV Stod for uddannelse af de værnepligtige infanterister og hjemsendte dem til mobiliseringen i de to andre bataljoner. De andre enheder uddannede på skift værnepligtige til deres respektive specialer, samtidigt med der også var fast personel i disse enhederne.

## Arkiver
Bornholms Værns arkiver blev destrueret efter nedlæggelsen, hvorved vigtig information om Danmarks rolle under den kolde krig gik tabt. Ordren kom fra den statslige institution "Statens Arkiver" uden nærmere begrundelse; muligvis skyldtes det Bornholms position under den kolde krig. Der blev gjort uofficiel indsats for at bevare dele af arkivet.  I hvilket omfang dette lykkedes er ukendt.

## Billedgalleri 1761
- Bornholmske infanteri
- Bornholmske dragoner
- Bornholmske artilleri
- Fane ~1760